# Format mitjà
El format mitjà, també conegut com a format 120 per motius històrics, es refereix al tipus de fotografia que empra una pel·lícula (o sensor d'imatge en fotografia digital) de dimensions majors que les del format 135 i menors que les del gran format (4x5 polzades).
Abans de la popularització del format 135, el format mitjà era el tipus de fotografia més estès. En l'actualitat el format mitjà segueix usant-se al món professional i en el treball especialitzat.
Els formats 120 i 220 (ISO 732) són els tipus de pel·lícula de format mitjà més populars. Es presenten com un rotllo de pel·lícula de 6 centímetres d'ample, enrotllada al voltant d'un rodet al costat d'una banda de paper que la protegeix de la llum. En el format 120 la pel·lícula té longitud suficient per emmagatzemar entre 12 i 16 fotogrames (segons la càmera i les màscares usades) de 6x6 centímetres; el format 220 té el doble de longitud i no fa servir paper protector.
La majoria dels serveis de revelat ràpid d'imatges no poden processar aquests tipus de pel·lícula. Per aquesta raó, les pel·lícules de format mitjà s'han de processar i imprimir en un laboratori fotogràfic professional.
Aquestes pel·lícules es poden usar amb una gran varietat de càmeres. Des de les càmeres més simples, com les Diana+, Holga 120 o Lubitel 166 a càmeres professionals com les Hasselblad de la sèrie 500, molts models de Mamiya (Mamiya 6, 645, RB 67, C330, etc.), de Fujifilm (645 Pro, GW 690, etc.) o de Bronica (ETRS / ETRSi, GS, SQ, etc.).

## Història
Aquest tipus de pel·lícula va ser introduïda per Kodak l'any 1898 per ser utilitzada juntament amb una de les seves càmeres fotogràfiques, la KodakFolding Pocket. Durant molt temps ha estat referida com a pel·lícula de "tipus B2". Els fotogrames presenten una mesura estàndard en la grandària de la pel·lícula, però no és així per a l'amplària de cada fotograma individual: es poden obtenir diverses grandàries sobre la mateixa pel·lícula de format mitjà: 6x4.5, 6x6, 6x7, 6x8, 6x9, 6x12, 6x17..., tots expressats en centímetres. La grandària efectiva és una mica menor, en la pràctica una càmera com per exemple la Hasselblad 500C pensada per a 6x6cm en realitat exposarà negatius amb una grandària efectiva de 5,6x5,6cm.

## Càmera pleglable
La càmera plegable va ser un tipus de càmera de format mitjà que ocupava poc espai i podia ser fàcilment transportable, ja que el seu objectiu podia plegar-se fins a reduir notablement la seva grandària.